# 1977 في إسبانيا
فيما يلي قوائم الأحداث التي وقعت خلال عام 1977 في إسبانيا.

## سياسة

### تعيين في المنصب
- 1 يناير – توركواتو فيرنانديث-ميراندا عضو مجلس الشيوخ الإسباني  [لغات أخرى]‏.
- 22 يناير – فيليب السادس ملك إسبانيا أمراء أستورياس.
- 29 يونيو – أدولفو سواريث عضو مجلس النواب الإسباني  [لغات أخرى]‏.
- 29 يونيو – فرانثيسكو فيرنانديث أوردونييث عضو مجلس النواب الإسباني  [لغات أخرى]‏.
- 29 يونيو – ليوبولدو كالبو صوطيلو عضو مجلس النواب الإسباني  [لغات أخرى]‏.
- 29 يونيو – مانويل فراغا عضو مجلس النواب الإسباني  [لغات أخرى]‏.
- 1 يوليو – سانتياغو كاريو عضو مجلس النواب الإسباني  [لغات أخرى]‏.
- 2 يوليو – خافيير سولانا عضو مجلس النواب الإسباني  [لغات أخرى]‏.
- 2 يوليو – فيليبي غونثاليث عضو مجلس النواب الإسباني  [لغات أخرى]‏.
- 4 يوليو – إنريكي تييرنو عضو مجلس النواب الإسباني  [لغات أخرى]‏.
- 7 يوليو – دولوريس إيباروري عضو مجلس النواب الإسباني  [لغات أخرى]‏.
- 7 يوليو – رافائيل ألبرتي عضو مجلس النواب الإسباني  [لغات أخرى]‏.

### انتهاء فترة المنصب
- 1 يناير – أدولفو سواريث عضو المحاكم الفرانكوية  [لغات أخرى]‏.
- 1 يناير – خوان أنطونيو سامارانش president of the Provincial Deputation of Barcelona  [لغات أخرى]‏، عضو المحاكم الفرانكوية  [لغات أخرى]‏.
- 10 مايو – ليوبولدو كالبو صوطيلو عضو المحاكم الفرانكوية  [لغات أخرى]‏.
- 15 يونيو – توركواتو فيرنانديث-ميراندا .
- 8 سبتمبر – رافائيل ألبرتي عضو مجلس النواب الإسباني  [لغات أخرى]‏.

## رياضة
- 1 يناير – طواف إسبانيا 1977

## مواليد

### يناير
- 1 يناير – كريستينا كليمنتي كاتبة سيناريو إسبانية.
- 8 يناير – سلفادور نافارو لاعب كرة مضرب إسباني.
- 17 يناير – خوان ريدوندو لاعب كرة قدم إسباني.
- 30 يناير – سونيا رييس سايث لاعبة تايكوندو إسبانية.

### فبراير
- 1 فبراير – سيرجيو أراغونيسيس لاعب كرة قدم إسباني.
- 17 فبراير – ليري أولابيريا درّاجة طريق إسبانية.
- 23 فبراير – خيسوس ميندوزا أغيري
- 25 فبراير – خوسيتكسو لاعب كرة قدم إسباني.

### مارس
- 1 مارس – إستير كانياداس
- 5 مارس – والي سزربياك
- 8 مارس – فيرناندو فيسنتي لاعب كرة مضرب إسباني.
- 12 مارس – أنتونيو ماتيو لاهوز حكم كرة قدم إسباني.
- 12 مارس – ماريان أغيليرا ممثلة إسبانية.
- 16 مارس – مونيكا كروز
- 21 مارس – راؤول بينيا
- 24 مارس – فيران لافينا لاعب كرة سلة إسباني.

### أبريل
- 1 أبريل – هايمار زوبيلديا درّاج طريق إسباني.
- 3 أبريل – سيزار مارتن لاعب كرة قدم إسباني.
- 14 أبريل – ريكاردو بيريز دي زابالزا غويتري لاعب كرة قدم إسباني.
- 16 أبريل – إيفان أوتيرو لاعب كرة قدم إسباني.
- 28 أبريل – سيرجيو سانشيز لاعب كرة قدم إسباني.

### مايو
- 9 مايو – إينييغو اندالوزي درّاج طريق إسباني.
- 12 مايو – خيما مينغوال
- 19 أغسطس – إيبان مايو كلينيك درّاج طريق إسباني.
- 19 مايو – مانويل ألمونيا لاعب كرة قدم إسباني.
- 21 مايو – إيكر غابارين لاعب كرة قدم إسباني.
- 23 مايو – سيرجيو فيرنانديز غونزاليز لاعب كرة قدم إسباني.
- 29 مايو – ألبرتو ميغيل لاعب كرة سلة إسباني.
- 29 مايو – روزا ماريا أندريس رودريغز لاعبة كرة مضرب إسبانية.

### يونيو
- 9 يونيو – أوسكار ألافريز لاعب كرة قدم إسباني.
- 16 يونيو – إيكر مارتينث رُبّان إسباني.
- 23 يونيو – ميغيل أنخل أنغولو لاعب كرة قدم إسباني.
- 27 يونيو – راؤول غونزاليس لاعب كرة قدم إسباني.

### يوليو
- 24 يوليو – ايتور بيريز درّاج طريق إسباني.

### أغسطس
- 2 أغسطس – خوليان ألونسو لاعب كرة مضرب إسباني.
- 3 أغسطس – أوسكار بريرو لاعب كرة قدم إسباني.
- 3 أغسطس – ميغيل أنجيل كاريليرو لاعب كرة قدم إسباني.
- 4 أغسطس – خوسيه أورتيز بيرنال لاعب كرة قدم إسباني.
- 5 أغسطس – سانتياغو بيريز درّاج طريق إسباني.
- 19 أغسطس – إيبان مايو كلينيك درّاج طريق إسباني.
- 28 أغسطس – خوانين غارسيا لاعب كرة يد إسباني.

### سبتمبر
- 1 سبتمبر – دافيد ألبيلدا لاعب كرة قدم إسباني.
- 5 سبتمبر – جوسيبا إتشبيريا لاعب كرة قدم إسباني.
- 12 سبتمبر – فرناندو ساليس لاعب كرة قدم إسباني.
- 16 سبتمبر – إرينا رودريغيث ألفاريث سبّاحة إيقاعي إسبانية.
- 28 سبتمبر – جون غارثيا أغوادو لاعب تايكوندو إسباني.
- 30 سبتمبر – ديفيد غارسيا درّاج طريق إسباني.

### أكتوبر
- 14 أكتوبر – اسير مايزتو دراج إسباني.
- 18 أكتوبر – إيسيدرو نوزال درّاج طريق إسباني.
- 19 أكتوبر – راؤول تامودو لاعب كرة قدم إسباني.
- 25 أكتوبر – رودولفو بوديبو لاعب كرة قدم.

### نوفمبر
- 3 نوفمبر – بيلين فابرا ممثلة إسبانية.
- 7 نوفمبر – ماريا سانشيز لورنزو لاعبة كرة مضرب إسبانية.

### ديسمبر
- 7 ديسمبر – كارلوس كازورلا لاعب كرة سلة إسباني.
- 9 ديسمبر – خوسيه ديفيد دي جيا متسابق دراجات نارية إسباني.
- 19 ديسمبر – خورخي جارباخوسا لاعب كرة سلة إسباني.

## وفيات

### يناير
- 1 يناير – جوزيب بلاناس (مواليد 1901) لاعب كرة قدم إسباني.

### يونيو
- 5 يونيو – مارتي فينتولرا (مواليد 1906) لاعب كرة قدم إسباني.

### أكتوبر
- 28 أكتوبر – ميجيل ميورا (مواليد 1906) كاتب مسرحي إسباني.

### نوفمبر
- 3 نوفمبر – أرماند لونيل (مواليد 1892)

### ديسمبر
- 4 ديسمبر – مانويل خوسيه غارثيا كاباروس (مواليد 1960)